# Гуменюк Марія Василівна
Марі́я Васи́лівна Гуменю́к (з дому Передерко; *26 лютого 1948, с. Буряківка Тернопільської області) — українська громадсько-політична діячка, письменниця. Народна депутатка України 1-го скликання (1990—1994). Член НСПУ (1991).

## Життєпис
Марія Василівна Гуменюк (Передерко) народилася 26 лютого 1948 р. в селі Буряківка Заліщицького району Тернопільської області. 1991 р. закінчила філологічний факультет Тернопільського педагогічного інституту (нині Тернопільський національний педагогічний університет імені Володимира Гнатюка).
Упродовж 1986—1988 рр. — референт Тернопільського обласного товариства «Знання».
1989 р. стала однією із співзасновників Тернопільської обласної організації Народний рух України, заступницею голови, а згодом — співголовою Тернопільської організації Народного руху України"; тоді ж, у Києві, її обирають до Секретаріату НРУ (Перший з'їзд Народного руху України, вересень 1989 р.) як заступницю голови Секретаріату НРУ з питань ідеології та інформації.
Організувала й упродовж 1989—1991 рр. очолювала Тернопільську обласну організацію товариства «Меморіал». Членкиня УГС, УРП. Тоді ж «за активну громадську діяльність зазнала прокурорсько-судових переслідувань (2 справи)».
1989 р. — засновниця й редакторка «напівлегальної газети органу „Меморіалу“ „Дзвін“».
1990 р. Марію Гуменюк (Куземко) було обрано депутаткою до Тернопільської обласної ради («голова Комісії з питань культури та духовного відродження») та до Верховної Ради України 1-го скликання (член «Комісії ВР України з питань культури та духовного відродження»), де вона ввійшла до новоствореної «Народної ради» (фракція НРУ).
«В обласній раді підготувала проєкт рішення про реабілітацію української греко-католицької та автокефальної церков», а у Верховній Раді стала авторкою, зокрема, поправок до Закону «Про військову службу».
Брала участь у студентському голодуванні в жовтні 1990 р.
9 вересня 2009 р. — Подяка Президента України з нагоди утворення Народного Руху України.

## Доробок
Від 1983 р. оповідання Марії Куземко друкували в газеті «Літературна Україна», журналі «Радянська жінка», в обласній пресі.
1988 р. вийшла друком перша прозова книжка авторки «І жити, і любити» (повісті, оповідання, новели).

## Сім'я
Дочка — кандидат філологічних наук, письменниця Лариса Лебедівна, що є авторкою поетичних книжок «Ніоба» [Архівовано 30 жовтня 2018 у Wayback Machine.] (2018), «Не Єва» [Архівовано 17 лютого 2019 у Wayback Machine.] (2017) та поезії в прозі «Зимові діалоги» (2012).